# Cardinale protopresbitero
Il cardinale protopresbitero (o primoprete) è il primo cardinale nell'ordine presbiterale, cioè il cardinale presbitero nominato da più tempo. In caso di date coincidenti la precedenza spetta al cardinale indicato per primo nell'elenco dei nuovi cardinali durante il concistoro.
Attualmente la carica, come quella di protodiacono, è puramente onorifica e come tale essa non comporta variazioni nello stemma che viene associato a quello normale di cardinale. Anticamente la carica di protopresbitero veniva associata al titolo cardinalizio di San Lorenzo in Lucina, anche se da diverso tempo si è persa questa particolare tradizione.
Dal 14 dicembre 2016 il cardinale protopresbitero è Michael Michai Kitbunchu, arcivescovo emerito di Bangkok, creato cardinale da papa Giovanni Paolo II nel concistoro del 2 febbraio 1983.

## Cronotassi dei cardinali protopresbiteri
- Pietro (? – prima del 993 deceduto)[1][2]
- Teofilatto (prima del 993 – prima del 1026 deceduto)[1][2]
- Leone (prima del 1026 – prima del 1037 deceduto)[3]
- Giovanni de' Graziani (prima del 1037 – 1º maggio 1045 eletto papa con il nome di Gregorio VI)
- Giovanni II (1º maggio 1045 – prima del 1049 deceduto)[4]
- Giovanni III (prima del 1049 – prima del 1088 deceduto)[5]
- Pietro Alberini, O.S.B.Cas. (prima del 1088 – 1100 deceduto)[6]
- Alberto, O.S.B. (1100 – ottobre 1100 nominato arcivescovo metropolita di Siponto)
- Benedetto (ottobre 1100 – dopo il 5 maggio 1125 deceduto)[7]
- Gianroberto Capizucchi (dopo il 5 maggio 1125 – 1128 deceduto)
- Geoffroi de Vendôme (1128 – 26 marzo 1132 deceduto)
- Pandolfo, O.S.B.Cas. (26 marzo 1132 – 1134 deceduto)
- Antonio (1134 – 1135 deceduto)
- Desiderio (1135 – dopo il 21 giugno 1138 deceduto)
- Pietro Gherardeschi (dopo il 21 giugno 1138 – marzo 1144 deceduto)[8]
- Cosma (marzo 1144 – prima del 1158 deceduto)
- Guido Bellagi (prima del 1158 – 14 marzo 1158 deceduto)
- Ottaviano de' Monticelli (14 marzo 1158 – 7 settembre 1159 eletto antipapa con il nome di Vittore IV)
- Rainaldo di Collemezzo, O.S.B.Cas. (7 settembre 1159 – 28 ottobre 1166 deceduto)
- Ubaldo Caccianemici, C.R.R. (28 ottobre 1166 – 1171 deceduto)
- Giovanni Conti (1171 – 1182 deceduto)[9]
- Alberto di Morra, O.Praem. (1182 – 21 ottobre 1187 eletto papa con il nome di Gregorio VIII)
- Giovanni dei Conti di Anagni (21 ottobre 1187 – prima del 18 settembre 1190 nominato cardinale vescovo di Palestrina)[10]
- Guillaume de Champagne (prima del 18 settembre 1190 – 7 settembre 1202 deceduto)
- Pietro Diana (7 settembre 1202 – 1208 deceduto)
- Cencio o Cenzio (1208 – marzo 1217 nominato cardinale vescovo di Porto e Santa Rufina)
- Leone Brancaleone, Can. Reg. di San Frediano di Lucca (marzo 1217 – 25 agosto 1230 deceduto)
- Giovanni Colonna (25 agosto 1230 – 28 gennaio 1245 deceduto)
- Stefano de Normandis dei Conti (28 gennaio 1245 – 8 dicembre 1254 deceduto)[11]
- John de Tollet, O.Cist. (8 dicembre 1254 – 24 dicembre 1261 nominato cardinale vescovo di Porto e Santa Rufina)
- Riccardo di Montecassino, O.S.B.Cas. (24 dicembre 1261 – 1º marzo 1262 deceduto)[12]
- Simone Paltanieri (1º marzo 1262 – prima del 12 febbraio 1277 deceduto)
- Simon de Brion (prima del 12 febbraio 1277 – 22 febbraio 1281 eletto papa con il nome di Martino IV)
- Anchero di Troyes (22 febbraio 1281 – 1º novembre 1286 deceduto)
- Hugh of Evesham (1º novembre 1286 – 27 luglio 1287 deceduto)
- Jean Cholet (27 luglio 1287 – 2 agosto 1293 deceduto)
- Benedetto Caetani (2 agosto 1293 – 24 dicembre 1294 eletto papa con il nome di Bonifacio VIII)[13]
- Pietro Peregrossi (24 dicembre 1294 – 1º agosto 1295 deceduto)
- Tommaso di Ocre, O.S.B.Coel. (1º agosto 1295 – 29 maggio 1300 deceduto)
- Jean Le Moine (29 maggio 1300 – 22 agosto 1313 deceduto)
- Arnaud de Canteloup (22 agosto – 14 dicembre 1313 deceduto)
- Nicolas Caignet de Fréauville, O.P. (14 dicembre 1313 – 15 gennaio 1323 deceduto)
- Guillaume Teste (15 gennaio 1323 – prima del 25 settembre 1326 deceduto)
- Gauscelin de Jean (prima del 25 settembre 1326 – 18 dicembre 1327 nominato cardinale vescovo di Albano)
- Pierre d'Arrabloy (18 dicembre 1327 – dicembre 1328 nominato cardinale vescovo di Porto e Santa Rufina)
- Pilfort de Rabastens (dicembre 1328 – 1331 deceduto)
- Annibaldo Caetani (1331 – 1333 nominato cardinale vescovo di Frascati)
- Jacques Fornièr, O.Cist. (1333 – 20 dicembre 1334 eletto papa con il nome di Benedetto XII)
- Raymond de Mostuéjouls, O.S.B. (20 dicembre 1334 – 12 novembre 1335 deceduto)
- Pierre des Chappes (12 novembre 1335 – 24 marzo 1336 deceduto)
- Matteo Orsini, O.P. (24 marzo 1336 – 18 dicembre 1338 nominato cardinale vescovo di Sabina)
- Pedro Gómez Barroso il Vecchio (18 dicembre 1338 – dopo il 18 agosto 1341 nominato cardinale vescovo di Sabina)
- Imbert Dupuis (dopo il 18 agosto 1341 – 26 maggio 1348 deceduto)
- Hélie de Talleyrand-Périgord (26 maggio – 4 novembre 1348 nominato cardinale vescovo di Albano)[14]
- Pierre Bertrand il Vecchio (4 novembre 1348 – 23 giugno 1349 deceduto)
- Guillaume Court, O.Cist. (23 giugno 1349 – 18 dicembre 1350 nominato cardinale vescovo di Frascati)[15]
- Guillaume d'Aure, O.S.B. (18 dicembre 1350 – 3 dicembre 1353 deceduto)
- Hugues Roger, O.S.B. (3 dicembre 1353 – 21 ottobre 1363 deceduto)
- Guillaume d'Aigrefeuille il Vecchio, O.S.B. (21 ottobre 1363 – 17 settembre 1367 nominato cardinale vescovo di Sabina)
- Pierre de Monteruc (17 settembre 1367 – 22 aprile 1368 cessato)
- Guillaume de la Jugée (22 aprile 1368 – 28 aprile 1374 deceduto)
- Pierre de Monteruc (28 aprile 1374 – 20 settembre 1378 deposto da papa Urbano VI per aver aderito all'Obbedienza avignonese) (per la seconda volta)

### Scisma d'Occidente
Obbedienza romana (1378-1415):
- Tommaso da Frignano, O.F.M. (20 settembre 1378 – 30 maggio 1380 nominato cardinale vescovo di Frascati)
- Pileo da Prata (30 maggio 1380 – prima del 10 novembre 1385 nominato cardinale vescovo di Frascati)
- Luca Ridolfucci Gentili (prima del 10 novembre 1385 – 18 gennaio 1389 deceduto)
- Andrea Bontempi (18 gennaio 1389 – 16 luglio 1390 deceduto)
- Poncello Orsini (16 luglio 1390 – 2 febbraio 1395 deceduto)
- Bartolomeo Mezzavacca (2 febbraio 1395 – 29 luglio 1396 deceduto)
- Adam Easton, O.S.B. (29 luglio 1395 – 15 agosto 1398 deceduto)
- Bálint Alsáni (15 agosto 1398 – 19 novembre 1408 deceduto)
- Antonio Correr, C.R.S.G.A. (19 novembre 1408 – 9 maggio 1409 nominato cardinale vescovo di Porto e Santa Rufina)
- Gabriele Condulmer (9 maggio 1409 – 4 luglio 1415 fine dell'Obbedienza romana)

Obbedienza avignonese (1378-1429):
- Pierre de Monteruc (20 settembre 1378 – 20 maggio 1385 deceduto)
- Guillaume d'Aigrefeuille il Giovane, O.S.B.Clun. (20 maggio 1385 – 13 gennaio 1401 deceduto)
- Leonardo Rossi, O.F.M. (13 gennaio 1401 – 17 marzo 1407 deceduto)
- Pierre de Thury (17 marzo 1407 – 21 ottobre 1408 deposto dall'antipapa Benedetto XIII per aver aderito all'Obbedienza pisana)
- Pierre Ravat (21 ottobre 1408 – 5 giugno 1417 deceduto)
- Vacante (1417 – 1423)
- Ximeno Dahe (22 maggio 1423 – 23 agosto 1429 dimesso)

Obbedienza pisana (1409-1415):
- Angelo d'Anna de Sommariva, O.S.B.Cam. (21 ottobre 1408 – 23 settembre 1412 nominato cardinale vescovo di Palestrina)[16]
- Antoine de Challant (23 settembre 1412 – 4 luglio 1415 fine dell'Obbedienza pisana)

### Dopo il Concilio di Costanza
- Antoine de Challant (4 luglio 1415 – 4 settembre 1418 deceduto)
- Gabriele Condulmer (4 settembre 1418 – 3 marzo 1431 eletto papa con il nome di Eugenio IV)
- Alfonso Carrillo de Albornoz (3 marzo 1431 – 14 marzo 1434 deceduto)
- Domingo Ram y Lanaja, C.R.S.A. (14 marzo 1434 – 7 marzo 1444 nominato cardinale vescovo di Porto e Santa Rufina)
- Domenico Capranica (7 marzo 1444 – 14 agosto 1458 deceduto)
- Peter von Schaumberg (14 agosto 1458 – 12 aprile 1469 deceduto)
- Jean Rolin (12 aprile 1472 – 22 giugno 1483 deceduto)[17]
- Luis Juan de Milá (22 giugno 1483 – 9 dicembre 1510 deceduto)[18]
- Pedro Luis de Borja Llançol de Romaní (9 dicembre 1510 – 4 ottobre 1511 deceduto)
- Francesco Borgia (4 ottobre – 4 novembre 1511 deceduto)
- Tamás Bakócz (4 novembre 1511 – 11 giugno 1521 deceduto)
- François Guillaume de Castelnau-Clermont-Ludève (11 giugno 1521 – 18 dicembre 1523 nominato cardinale vescovo di Frascati)[19]
- Marco Corner (18 dicembre 1523 – 20 maggio 1524 nominato cardinale vescovo di Albano)
- Matthäus Lang von Wellenburg (20 maggio 1524 – 26 febbraio 1535 nominato cardinale vescovo di Albano)
- Luigi di Borbone-Vendôme (26 febbraio 1535 – 24 febbraio 1550 nominato cardinale vescovo di Palestrina)
- Francesco Pisani (24 febbraio 1550 – 29 maggio 1555 nominato cardinale vescovo di Albano)[20]
- Claude de Longwy de Givry (29 maggio 1555 – 6 luglio 1556 cessato)
- Ercole Gonzaga (6 luglio 1556 – 2 marzo 1563 deceduto)
- Niccolò Caetani di Sermoneta (2 marzo 1563 – 14 aprile 1564 cessato)
- Alessandro Farnese il Giovane (14 aprile – 12 maggio 1564 nominato cardinale vescovo di Sabina)
- Niccolò Caetani di Sermoneta (12 maggio 1564 – 1º maggio 1585 deceduto) (per la seconda volta)
- Georges d'Armagnac (1º maggio – 10 luglio 1585 deceduto)
- Girolamo Simoncelli (10 luglio 1585 – 21 febbraio 1600 nominato cardinale vescovo di Albano)[21]
- Pedro de Deza Manuel (21 febbraio – 23 aprile 1600 nominato cardinale vescovo di Albano)
- Alessandro di Ottaviano de' Medici (23 aprile – 30 agosto 1600 nominato cardinale vescovo di Albano)
- Rodrigo de Castro Osorio (30 agosto – 20 settembre 1600 deceduto)
- Anton Maria Salviati (20 settembre 1600 – 16 aprile 1602 deceduto)
- Agostino Valier (16 aprile 1602 – 1º giugno 1605 nominato cardinale vescovo di Palestrina)
- Benedetto Giustiniani (1º giugno 1605 – 4 giugno 1612 nominato cardinale vescovo di Palestrina)
- Federico Borromeo (4 giugno 1612 – 13 novembre 1617 cessato)
- Francesco Sforza (13 novembre 1617 – 5 marzo 1618 nominato cardinale vescovo di Albano)
- Federico Borromeo (5 marzo 1618 – 30 marzo 1620 cessato) (per la seconda volta)
- Alessandro Damasceni Peretti (30 marzo – 6 aprile 1620 nominato cardinale vescovo di Albano)
- Federico Borromeo (6 aprile 1620 – 21 settembre 1631 deceduto) (per la terza volta)[22]
- Franz Seraph von Dietrichstein (21 settembre 1631 – 23 novembre 1636 deceduto)
- Giovanni Doria (23 novembre 1636 – 19 novembre 1642 deceduto)[23]
- François de La Rochefoucauld (19 novembre 1642 – 14 febbraio 1645 deceduto)
- Luigi Capponi (14 febbraio 1645 – 7 aprile 1659 deceduto)
- Baltasar Moscoso y Sandoval (7 aprile 1659 – 17 settembre 1665 deceduto)
- Ernest Adalbert von Harrach (17 settembre 1665 – 25 ottobre 1667 deceduto)
- Giulio Gabrielli il Vecchio (25 ottobre 1667 – 30 gennaio 1668 nominato cardinale vescovo di Sabina)
- Virginio Orsini (30 gennaio 1668 – 18 marzo 1671 nominato cardinale vescovo di Albano)
- Rinaldo d'Este (18 marzo – 24 agosto 1671 nominato cardinale vescovo di Palestrina)
- Cesare Facchinetti (24 agosto 1671 – 14 novembre 1672 nominato cardinale vescovo di Palestrina)
- Girolamo Grimaldi-Cavalleroni (14 novembre 1672 – 28 gennaio 1675 nominato cardinale vescovo di Albano)[24]
- Carlo Rossetti (28 gennaio 1675 – 19 ottobre 1676 nominato cardinale vescovo di Frascati)
- Niccolò Albergati-Ludovisi (19 ottobre 1676 – 13 settembre 1677 nominato cardinale vescovo di Sabina)
- Alderano Cybo-Malaspina (13 settembre 1677 – 6 febbraio 1679 nominato cardinale vescovo di Palestrina)
- Lorenzo Raggi (6 febbraio 1679 – 8 gennaio 1680 nominato cardinale vescovo di Palestrina)
- Luigi Alessandro Omodei (8 gennaio 1680 – 26 aprile 1685 deceduto)
- Carlo Barberini (26 aprile 1685 – 19 ottobre 1689 cessato)
- Francesco Maidalchini (19 ottobre 1689 – 13 giugno 1700 deceduto)
- Carlo Barberini (13 giugno 1700 – 2 ottobre 1704 deceduto) (per la seconda volta)[25]
- Francesco Nerli il Giovane (2 ottobre 1704 – 8 aprile 1708 deceduto)
- Galeazzo Marescotti (8 aprile 1708 – 3 luglio 1726 deceduto)[26]
- Giuseppe Sacripante (3 luglio – 9 dicembre 1726 cessato)
- Giuseppe Renato Imperiali (4 gennaio 1727 – 15 gennaio 1737 deceduto)
- Gianantonio Davia (15 gennaio 1737 – 11 gennaio 1740 deceduto)
- Giulio Alberoni (11 gennaio 1740 – 26 giugno 1752 deceduto)
- Thomas Philip Wallrad d'Alsace-Boussut de Chimay (26 giugno 1752 – 5 gennaio 1759 deceduto)[27]
- Domenico Silvio Passionei (5 gennaio 1759 – 5 luglio 1761 deceduto)
- Johann Theodor von Bayern (5 luglio 1761 – 27 gennaio 1763 deceduto)
- Giacomo Oddi (27 gennaio 1763 – 2 maggio 1770 deceduto)
- Giuseppe Pozzobonelli (2 maggio 1770 – 27 aprile 1783 deceduto)
- Carlo Vittorio Amedeo Ignazio delle Lanze (27 aprile 1783 – 23 gennaio 1784 deceduto)
- Paul d'Albert de Luynes (23 gennaio 1784 – 21 gennaio 1788 deceduto)
- Christoph Anton von Migazzi von Waal und Sonnenthurn (21 gennaio 1788 – 14 aprile 1803 deceduto)[28]
- Francesco Carafa della Spina di Traetto (14 aprile 1803 – 20 settembre 1818 deceduto)[29]
- Luis María de Borbón y Vallabriga (20 settembre 1818 – 19 marzo 1823 deceduto)
- Giuseppe Firrao il Giovane (19 marzo 1823 – 24 gennaio 1830 deceduto)
- Luigi Ruffo Scilla (24 gennaio 1830 – 17 novembre 1832 deceduto)
- Cesare Brancadoro (17 novembre 1832 – 12 settembre 1837 deceduto)
- Joseph Fesch (12 settembre 1837 – 13 maggio 1839 deceduto)
- Carlo Oppizzoni (13 maggio 1839 – 13 aprile 1855 deceduto)
- Giacomo Filippo Fransoni (13 aprile 1855 – 20 aprile 1856 deceduto)
- Benedetto Colonna Barberini di Sciarra (20 aprile 1856 – 10 aprile 1863 deceduto)[30]
- Antonio Tosti (10 aprile 1863 – 20 marzo 1866 deceduto)
- Engelbert Sterckx (20 marzo 1866 – 4 dicembre 1867 deceduto)
- Filippo de Angelis (4 dicembre 1867 – 8 luglio 1877 deceduto)
- Friedrich Johann Joseph Cölestin von Schwarzenberg (8 luglio 1877 – 27 marzo 1885 deceduto)[31]
- Teodolfo Mertel (27 marzo 1885 – 11 luglio 1899 deceduto)
- Mieczysław Halka Ledóchowski (11 luglio 1899 – 22 luglio 1902 deceduto)
- José Sebastião d'Almeida Neto, O.F.M. Disc. (22 luglio 1902 – 7 dicembre 1920 deceduto)
- James Gibbons (7 dicembre 1920 – 24 marzo 1921 deceduto)
- Michael Logue (24 marzo 1921 – 19 novembre 1924 deceduto)
- Giuseppe Francica-Nava de Bondifè (19 novembre 1924 – 7 dicembre 1928 deceduto)
- Lev Skrbenský z Hřiště (7 dicembre 1928 – 24 dicembre 1938 deceduto)[32]
- William Henry O'Connell (24 dicembre 1938 – 22 aprile 1944 deceduto)
- Alessio Ascalesi, C.PP.S. (22 aprile 1944 – 11 maggio 1952 deceduto)
- Michael von Faulhaber (11 maggio – 6 giugno 1952 deceduto)[33]
- Alessandro Verde (6 giugno 1952 – 29 marzo 1958 deceduto)
- Jozef-Ernest Van Roey (29 marzo 1958 – 6 agosto 1961 deceduto)
- Manuel Gonçalves Cerejeira (6 agosto 1961 – 2 agosto 1977 deceduto)[34]
- Carlos Carmelo de Vasconcelos Motta (2 agosto 1977 – 18 settembre 1982 deceduto)
- Giuseppe Siri (18 settembre 1982 – 2 maggio 1989 deceduto)
- Paul-Émile Léger, P.S.S. (2 maggio 1989 – 13 novembre 1991 deceduto)[35]
- Franz König (13 novembre 1991 – 13 marzo 2004 deceduto)[36]
- Stephen Kim Sou-hwan (13 marzo 2004 – 16 febbraio 2009 deceduto)
- Eugênio de Araújo Sales (16 febbraio 2009 – 9 luglio 2012 deceduto)
- Paulo Evaristo Arns, O.F.M. (9 luglio 2012 – 14 dicembre 2016 deceduto)[37]
- Michael Michai Kitbunchu, dal 14 dicembre 2016